# Distretto di Pasinler
Il distretto di Pasinler (in turco Pasinler ilçesi) è uno dei distretti della provincia di Erzurum, in Turchia.
| Controllo di autorità | VIAF (EN) 169590489 · LCCN (EN) no2011038787 |